# Egira peritalis
Egira peritalis är en fjärilsart som beskrevs av Smith 1892. Egira peritalis ingår i släktet Egira och familjen nattflyn. Inga underarter finns listade i Catalogue of Life.